# Karina Ochoa Muñoz
Karina Ochoa (Ciudad de México, 1975) es una académica, feminista y activista mexicana. Reconocida por su labor en estudios acerca de la construcción de la Noción del “Sujeto Indio/a” desde la perspectiva descolonial, Feminismos descoloniales y procesos de acción política de las mujeres en el medio rural así como ontologías políticas de la dominación.
Ha colaborado con diversas organizaciones rurales en México, así como con organizaciones y colectivas feministas de América Latina.Tiene múltiples publicaciones que abordan temáticas como feminismos descoloniales, derechos de las mujeres, violencia de género y el "sujeto indio".   

## Trayectoria
Obtuvo su licenciatura en Sociología en la Universidad Autónoma Metropolitana UAM Azcapotzalco, y posteriormente realizó una Maestría y Doctorado en Desarrollo Rural en la UAM Xochimilco. 
Ha desempeñado un papel como docente e investigadora en la UAM y es investigadora titular “C” en el Departamento de Sociología, División de Sociales y Humanidades coordinando el Cuerpo Académico “Transculturalidad en zonas corpóreas, territoriales y en la cultura visual" de la UAM Azcapotzalco, reconocido por el Programa para el Desarrollo Profesional Docente (PRODEP).
Además, forma parte del cuerpo docente del Doctorado en Estudios Feministas en la UAM Xochimilco. Su trayectoria académica respalda su pertenencia al Sistema Nacional de Investigadores (SNI) en donde es nivel II e Integrante del Comité Editorial de la Revista “El Cotidiano”.
La académica es cofundadora y miembro de la RED de Feminismo/s Cultura y Poder: Diálogos desde el Sur, una iniciativa que busca construir el pensamiento feminista desde una perspectiva descolonial.También forma parte de la Decolonial International Network (DIN), donde impulsa un feminismo transnacional que cuestiona el colonialismo y las actuales estructuras de poder. 

## Conceptos clave
Ochoa, retoma el marco de la colonialidad del poder, el saber, el ser y el género para así analizar las experiencias de opresión en América Latina mediante la revisión de algunos de los conceptos de autores, como María Lugones, Enrique Dussel y Aníbal Quijano, tal como lo elabora en el libro “Tejiendo de otro modo: Feminismo, epistemología y apuestas descoloniales en Abya Yala”.

En cuanto a los feminismos descoloniales, menciona que estos son un campo grande en el que se unen distintas reflexiones, resistencias, luchas y vivencias marcadas por la dominación colonial que siguen vivas al día de hoy en los proyectos nacionales e incluso de las izquierdas en nuestra América.También menciona que el defender los territorios significa proteger a las mujeres porque ambos han sido explotados por un sistema opresivo y neoliberal. Las mujeres son las personas que sostienen la vida y cuidan de las comunidades. Defienden de su cuerpo, al igual que de la tierra.
No tiene que ver solo con la liberación de las mujeres, que yo creo que es clave, tiene que ver con la liberación de los y las seres humanos en general, cómo construimos un mundo en el que podamos ser lo que queremos ser, construirnos desde la posibilidad de humanidad. Karina Ochoa

## Obras

### Libros
- Tejiendo de otro modo: feminismo, epistemología y apuestas descoloniales en Abya Yala. Editorial UC. (2014)
- Feminismos Latinoamericanos para principiantes. Libros UNAM. (2021)
- Perspectivas Feministas de la Interseccionalidad. UAM. (2021)

- Introducción a los Estudios Poscoloniales, Subalternos y Descoloniales . UAM. (2022)

### Capítulos en libros
- “Origen y perspectivas de la Coordinadora Guerrerense de Mujeres Indígenas“. (2009)
- “Desplazamiento en la mirada: de los marxismos a los feminismos descoloniales”. Encuentros Descoloniales. Memorias de la primera Escuela de Pensamiento Descolonial Nuestramericano.  Fundación Editorial el perro y la rana. (2018)
- “Rutas paralelas: de la interseccionalidad, la descolonialidad y otras reflexiones en América Latina”. Liderazgos feministas actuales y la agenda Mundial de las Mujeres. Reflexiones desde el sur global. Editorial Universidad de Granada. (2022)

- “Sobre los desplazamientos en el entendimiento del poder y las violencias: feminismo en la encrucijada”. Transfeminismo y Decolonialidad del Género. Publicar al Sol Editorial. (2024)

### Artículos
- Apuntes sobre la ausencia de la noción de "sujeto político femenino" en el pensamiento ilustrado. (2012)
- (Re)pensar el Derecho y la noción del sujeto indio(a) desde una mirada descolonial. (2016)
- Descifrando nuestros cuerpos racializados. (2017)
- “Una mirada a la perspectiva de género desde las coordenadas de otros feminismos.” Intersticios. Filosofía-Arte-Religión. Universidad Intercontinental. (2020)